# Crocothemis striata
Crocothemis striata is een libellensoort uit de familie van de korenbouten (Libellulidae), onderorde echte libellen (Anisoptera).
De soort staat op de Rode Lijst van de IUCN als onzeker, beoordelingsjaar 2008.
De wetenschappelijke naam Crocothemis striata is voor het eerst geldig gepubliceerd in 1981 door Lohmann.